# 巴扎斯
巴扎斯（法語：Bazas，法語發音：[bazas]）是法国吉伦特省的一个市镇，属于朗贡区。

## 地理
巴扎斯（44°25'52"N, 0°12'42"W）面积37.29 平方千米，位于法国新阿基坦大区吉倫特省，该省份为法国西南部沿海省份，是法國本土面积最大的省，北起滨海夏朗德省，西临大西洋，南至朗德省，东南接洛特-加龍省，东临多爾多涅省。
与巴扎斯接壤的市镇（或旧市镇、城区）包括：拉多斯、欧比亚克、布鲁凯朗、卡扎茨、屈多斯、加雅克、冈镇、利尼昂德巴扎斯、马兰博、勒尼藏、圣科姆、索维亚克。
巴扎斯的时区为UTC+01:00、UTC+02:00（夏令时）。

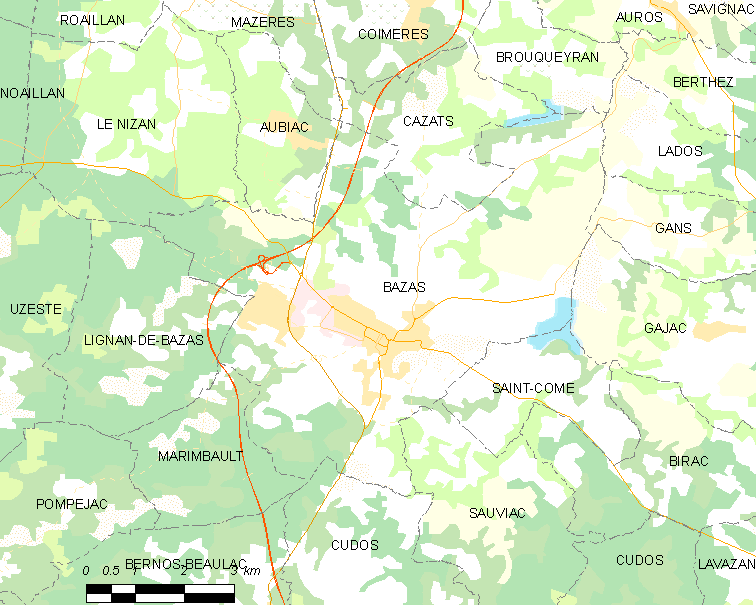
巴扎斯的OSM定位图

## 行政
巴扎斯的邮政编码为33430，INSEE市镇编码为33036。

## 政治
巴扎斯所属的省级选区为南吉伦特县。

## 人口

1962-2008年间巴扎斯人口变化图示

巴扎斯于2022年1月1日时的人口数量为4819人。